# Claus Loof
Claus Loof (* 19. August 1939 in Kopenhagen; † 20. April 1994) war ein dänischer Kameramann.

## Werdegang
Zu Beginn seiner Karriere arbeitete Claus Loof von 1956 bis 1958 sowie von 1960 bis 1962 als Kameraassistent und Kameramann für Nordisk Film Junior. Er war von 1962 bis 1963 als Kameramann für Danmarks Radio tätig und von 1963 bis 1967 bei Nordisk Film angestellt; anschließend war er freischaffend tätig. Als einer der meistbeschäftigten Kameraleute des dänischen Films und Fernsehens war er unter anderem an mehreren Filmen der Olsenbande, am oscarnominierten Spielfilm Tanzen mit Regitze sowie an den Fernsehserien Oh, diese Mieter und Die Leute von Korsbaek beteiligt. Er war mit der Schauspielerin Sisse Reingaard verheiratet.

## Auszeichnungen
- 1987: Mystfest – Besondere Erwähnung für Mord im Dunkeln
- 1995: Robert – Sonderpreis (postum)

## Filmografie
- 1958: Andre folks børn (Kameraassistenz)
- 1962: Duellen (Assistenz)
- 1962: Danmarks U-landshjælp – Giro nr. 9 (Dokumentar-Kurzfilm)
- 1962: Ballet ballade
- 1963: En håndsrækning (Dokumentarfilm)
- 1965: Form og rytme (Dokumentarfilm)
- 1965: Næsbygårds arving
- 1965: Mor bag rattet
- 1965: 2 × 2 im Himmelbett (Halløj i himmelsengen; Kameraassistenz)
- 1965: Rytmer i Tivoli (Kurzfilm)
- 1965: Murmel (Fernseh-Kurzfilm)
- 1966: Krybskytterne paa Næsbygaard
- 1966: Tre små piger
- 1966: Kamp nr. 7 (Dokumentar-Kurzfilm)
- 1966: Es war einmal ein Krieg (Der var engang en krig)
- 1966: Gift
- 1967: Det er ikke appelsiner – Det er heste
- 1967: Historien om Barbara
- 1967: Cirkusrevyen 1967
- 1967: Prinsesse Margrethes bryllup (Dokumentarfilm)
- 1968: Die Olsenbande (Olsen-banden)
- 1968: Det var en lørdag aften
- 1968: I den grønne skov
- 1969: Hash (Dokumentarfilm)
- 1969: Sjov i gaden
- 1969: Stine og drengene
- 1969: Geld zum zweiten Frühstück (Tænk på et tal)
- 1970: Nøglen til Paradis
- 1970: Vier tolle Jungs der Prärie (Præriens skrappe drenge)
- 1970: Løgneren
- 1970: Ska’ vi lege skjul?
- 1970: Lille land – hvad nu? (Dokumentarfilm)
- 1970: Tror De på hekse (Kurzfilm)
- 1970: Karrusellen (Kurzfilm)
- 1970: Exit
- 1970: Forbryderisk elskov
- 1971: Vilde engle – en minoritet i Danmark (Dokumentarfilm)
- 1971: Miss World (Dokumentarfilm)
- 1971: Guld til præriens skrappe drenge
- 1971: Hvor er liget Møller?
- 1971: Ballade på Christianshavn (Second-Unit-Kamera)
- 1971: Narko – en film om kærlighed
- 1972: Kina i Danmark (Kurzfilm)
- 1972: Præsten i Vejlby
- 1973: En civil retssag (Kurzfilm)
- 1973: Mig og Mafiaen
- 1973: På´en igen Amalie
- 1974: +-0
- 1974: Mafiaen – det er osse mig
- 1974: Den kyske levemand
- 1975: Bertram og Lisa (Fernsehfilm)
- 1975: Die Olsenbande stellt die Weichen (Olsen-banden på sporet)
- 1975: Per (Second-Unit-Kamera)
- 1976: Die Olsenbande sieht rot (Olsen-banden ser rødt; ergänzende Aufnahmen)
- 1976: Affæren i Mølleby
- 1976: Kassen stemmer
- 1976: Julefrokosten
- 1976: Oh, diese Mieter (Huset på Christianshavn; Fernsehserie)
- 1977: Die Olsenbande schlägt wieder zu (Olsen-banden deruda’)
- 1978: Firmaskovturen
- 1978: Lille spejl
- 1978: Die Leute von Korsbaek (Matador, Fernsehserie)
- 1979: Die Olsenbande ergibt sich nie (Olsen-banden overgiver sig aldrig)
- 1980: Danmark er lukket
- 1981: Jeppe vom Berge (Jeppe på bjerget)
- 1982: Jane Muus og billedet (Dokumentarfilm)
- 1982: Tre engle og fem løver
- 1982: Kidnapning
- 1982: Een stor familie (Fernsehserie)
- 1982: Pengene eller livet
- 1982: Thorvald og Linda
- 1983: Kurt und Valde – Ganoven mit Charme (Kurt og Valde)
- 1983: Hole in One (Kurzfilm)
- 1984: Kopenhagen – mitten in der Nacht (Midt om natten)
- 1985: Engel in Sachen Liebe (Når engle elsker)
- 1985: Smugglarkungen
- 1985: Sneakers – Back Stage (Dokumentarfilm)
- 1986: Mordet i Finderup lade (Dokumentarfilm)
- 1986: Mord im Dunkeln (Mord i mørket)
- 1986: Walter og Carlo – Yes det er far
- 1987: Kampen om den røde ko (Second-Unit-Kamera)
- 1987: Negerkys og labre larver
- 1987: Epilepsi – og hvad så? (Dokumentarfilm)
- 1987: Sidste akt
- 1988: Ved vejen
- 1988: Mord im  Paradies (Mord i Paradis)
- 1988: Station 13 (Fernsehserie)
- 1988: Das Mädchen auf der Schaukel (The Girl in a Swing)
- 1989: Tanzen mit Regitze (Dansen med Regitze)
- 1989: Walter og Carlo i Amerika
- 1990: Hände weg von Stefanie! (Nobody's Perfect)
- 1991: Høfeber
- 1991–1995: Landsbyen (Fernsehserie)
- 1992: Snøvsen
- 1993: Schwarze Ernte (Sort høst; Second-Unit-Kamera)
- 1993: De frigjorte
- 1994: Carl, meine Kindheit auf Fünen (Min fynske barndom)
- 1994: Alle reden über Snooky Snovsen (Snøvsen ta'r springet)
- 1994: Kærlighed ved første desperate blik